# Wish You The Best
《Wish You The Best》(위시 유 더 베스트)는 쿠라키 마이의 1번째 베스트 음반이다. 2004년 1월 1일에 기자 스튜디오에서 발매되었다.

## 해석
제19회 일본 골드 디스크 대상에서 록&팝 앨범 오브 더 이어를 수상하고 있다. 100만장 이상 출하를 기록하였다. 1번째 싱글 〈Love, Day After Tomorrow〉에서, 17번째 싱글 〈바람의 라라라〉까지 중에서, 싱글A면곡 14곡과, 앨범 곡 〈Delicious Way〉〈Tonight, I feel close to you〉가 발매순으로 수록되어있다. 싱글 A면곡부터, 〈Start in my life〉, 〈Can't forget your love〉, 〈Make my day〉, 〈Kiss〉는 미수록되어있다. 음원은 싱글 발매시에 녹음된 것에 리마스터링 처리를 한 것을 수록하고 있다.

## 수록곡
1. Love, Day After Tomorrow [4:00]
  - 작사: 쿠라키 마이, 작곡: 오노 아이카, 편곡: Cybersound

1번째 싱글.
2. Stay by my side [4:25]
  - 작사: 쿠라키 마이, 작곡: 오노 아이카, 편곡: Cybersound

2번째 싱글.
3. Secret of my heart [4:25]
  - 작사: 쿠라키 마이, 작곡: 오노 아이카, 편곡: Cybersound

3번째 싱글. 요미우리 TV계 TV 애니메이션 《명탐정 코난》 엔딩 테마.
4. NEVER GONNA GIVE YOU UP. [4:02]
  - 작사: 쿠라키 마이, Michael Africk, 작곡 · 편곡: 마이클 어프릭, 미구엘 사 페소아, 페리 게이어

4번째 싱글. 《MFTV》 테마송.
5. Delicious Way [3:51]
  - 작사: 쿠라키 마이, 작곡: 오노 아이카, 편곡: Cybersound

1번째 음반 《delicious way》 표제곡.
6. Simply Wonderful (Radio Edit) [3:53]
  - 작사: 쿠라키 마이, 작곡: 오노 아이카, 편곡: Cybersound

5번째 싱글 〈Simply Wonderful〉의 2번째. 음반 첫 수록.
7. Reach for the Sky [4:48]
  - 작사: 쿠라키 마이, 작곡: 오노 아이카, 편곡: Cybersound

6번째 싱글. NHK 아침 연속극 《오드리》 테마송.
8. 차가운 바다(冷たい海) [4:40]
  - 작사: 쿠라키 마이, 작곡: 오노 아이카, 편곡: Cybersound

7번째 싱글 〈차가운 바다/Start in my life〉의 1번째 곡
9. Stand Up [4:37]
  - 작사: 쿠라키 마이, 작곡 · 편곡: 토쿠나가 아키히토

8번째 싱글. 코카콜라 ‘소켄비차 Natural Breeze 2001 happy life’ CM송.
10. always [4:07]
  - 작사: 쿠라키 마이, 작곡: 오노 아이카, 편곡: Cybersound

9번째 싱글. 요미우리 TV계 애니메이션 《명탐정 코난》 엔딩 테마. 애니메이션 영화 《명탐정 코난: 천국으로의 카운트다운》 주제가.
11. Winter Bells [4:36]
  - 작사: 쿠라키 마이, 작곡 · 편곡: 토쿠나가 아키히토

11번째 싱글. 요미우리 TV계 애니메이션 《명탐정 코난》 오프닝 테마.
12. Feel fine! [4:49]
  - 작사: 쿠라키 마이, 작곡 · 편곡: 토쿠나가 아키히토

12번째 싱글. 시세이도 ‘시브리즈’ CM송.
13. Like a star in the night [5:34]
  - 작사: 쿠라키 마이, 작곡: 오노 아이카, 편곡: 토쿠나가 아키히토, 스트링스 어레인지: 이케다 다이스케

13번째 싱글. TV 아사히계 《다크 엔젤》 테마송.
14. Time after time(꽃잎 흩날리는 거리에서)(Time after time〜花舞う街で〜) [4:01]
  - 작사: 쿠라키 마이, 작곡: 오노 아이카, 편곡: Cybersound

15번째 싱글. 싱글 버전으로는 쿠라키 마이의 음반 첫 수록. 애니메이션 영화 《명탐정 코난: 미궁의 십자로》 주제가.
15. 바람의 라라라(風のららら) [4:22]
  - 작사: 쿠라키 마이, 작곡: 하루하타 미치야, 편곡: Cybersound

17번째 싱글. 요미우리 TV계 애니메이션 《명탐정 코난》 오프닝 테마.
16. Tonight, I feel close to you (with 쑨옌쯔<Yan-zi>) [4:06]
  - 작사: 쿠라키 마이, 니시무로 토키코, 작곡: 오노 아이카, 편곡: Cybersound

4번째 음반 《If I Believe》 수록곡.